# Johannes de Heer
Johannes de Heer (ook wel Johan de Heer) (Rotterdam, 23 mei 1866 – Driebergen, 16 maart 1961) was een Nederlandse evangelist, die aan de wieg stond van de protestants-christelijke radio- (en later ook televisie)omroep de NCRV. Daarnaast was hij oprichter van Het Zoeklicht, een organisatie die aan de basis heeft gestaan van de evangelische beweging in Nederland en dat sinds 1919 een gelijknamig tweewekelijks tijdschrift uitgeeft "gewijd aan het onderzoek der Schriften en de Tekenen der tijden". Theologisch was hij verwant aan het methodisme, maar hij bleef lid van de Nederlandse Hervormde Kerk. Wel sprak hij veel in Vrije Evangelische Gemeenten. In veel van deze gemeenten wordt nog steeds uit de Zangbundel Joh. de Heer gezongen.

## Muzikale aanleg
Als kind bezat De Heer reeds een muzikale aanleg, waarom zijn ouders hem een orgeltje gaven. Hij kreeg enkele lessen, maar moest via zelfstudie verder komen. Noten lezen kon hij niet, zodat hij aangewezen was op muziekstukken uit het hoofd spelen. Ook een hoog tempo was niet aan hem besteed, waardoor zijn orgelspel altijd rustig was.

## Werk
Aanvankelijk werkte De Heer na de lagere school in de smederij van zijn vader in Rotterdam, maar na een jaar trad hij eerst in dienst van de Rotterdamse muziekhandel Lichtenauer en later bij muziekhandel Alsbach & Co. Door deze basis kwam zijn handelsgeest tot ontwikkeling en werd zijn belangstelling voor muziek vergroot. Omdat hij zich niet langer meer kon vinden in de muziek die zijn werkgever verkocht, nam hij ontslag.
Sinds 1898 had hij een muziekwinkel aan huis, gaf orgellessen, verkocht bladmuziek met christelijke liederen en verkocht harmoniums. 
In 1905 kwam hij in contact met de Rotterdamse stadzending 'Jeruël', waar hij de samenzang begeleidde. Hier viel het hem op, dat een geschikt liedboek ontbrak. Geïnspireerd door de 'gospel hymnes' uit Amerika en gezangen uit Engeland en Wales, waar hij een aantal opwekkingsbijeenkomsten had bijgewoond, stelde hij zelf een liederenbundel samen uit deze gezangen. De liederen hadden als hoofddoel de evangelisatie. Hier werd de basis gelegd voor zijn Zangbundel ten dienste van Huisgezin en Samenkomsten die in 1905 voor het eerst verscheen. In deze bundel werden bijna 100 liederen overgenomen uit de Gezangen Zions van Carel Steven Adama van Scheltema (predikant). Johannes de Heer nam ook vertalingen van liederen van Meier Salomon Bromet (1839-1905) en uit de Zangen des Heils van het Leger des Heils op in deze bundel. Naast zijn zangbundel verscheen van zijn hand ook het Koraalboek voor harmonium met vierstemmige zettingen van alle psalmen en evangelische gezangen.

## Tentzending
De Heer groeide op in de Nederlandse Hervormde Kerk maar begon al in zijn jeugd een andere koers te varen. Zo vond hij enige tijd onderdak bij de zevendedagsadventisten, maar verbrak deze relatie vanwege een verschil van inzicht rondom het houden van de sabbat. Na enkele jaren als rondtrekkend evangelist actief te zijn geweest, startte hij in 1906 de Nederlandse Tentzending, een interkerkelijke organisatie op het gebied van evangelisatie. Nog datzelfde jaar werd een tent ingewijd met een capaciteit van tweeduizend zitplaatsen, waarbij ook koningin Wilhelmina aanwezig was.

## Maranatha-beweging
Na de Eerste Wereldoorlog startte De Heer activiteiten onder de noemer van de zogeheten Maranatha-beweging waarvan hij een van de voormannen werd. Deze beweging wordt gekenmerkt door hernieuwde aandacht voor de profetieën in de Bijbel en de terugkomst van Jezus Christus. Waar in traditionele kerken veelal de vervangingstheologie werd verkondigd - de leer dat Israël als volk van God is vervangen door het christendom - geloofde De Heer dat de Bijbel juist spreekt over een toekomst voor Israël. Reeds voor de Tweede Wereldoorlog publiceerde hij artikelen over de Joden en hun terugkeer naar het toenmalige Palestina.

## Het Zoeklicht
In 1919 richtte hij het tweewekelijkse tijdschrift Het Zoeklicht op, "gewijd aan het onderzoek der Schriften en de tekenen ter tijden". Dit tijdschrift was eigenlijk een voortzetting van het in 1897 door De Heer opgerichte maandblad Maranatha. De Heer komt! Maandblad voor allen, die den Heere Jezus in onverderfelijkheid liefhebben en bereikte in de jaren 30 een oplage van 30.000.

## NCRV
De Heer sprak veelvuldig voor de NCRV-radio. Daar verzorgde hij ook een liederenuur, waarin hij zong en zichzelf op het harmonium begeleidde. De gezangen werden verzameld in de naar hem genoemde Zangbundel Joh. de Heer. In het dagelijks leven was hij orgelbouwer. Een firma met zijn naam bestaat nog steeds.
Bij de NCRV stonden na de bevrijding muzikale en literaire smaak hoger op de agenda dan verkondiging, en voor De Heer was geen plaats meer. Tot vlak voor zijn dood hield hij overal in het land toespraken. Voorts schreef hij diverse artikelen en kleinere en grotere boeken waaronder Het Duizendjarig Vrederijk.

## Trivia
- Johannes de Heer ligt samen met zijn vrouw Jeannette Catharina Fredrika Beindorff[5] begraven op de Oude Algemene Begraafplaats Driebergen.[6]
- In de herfst van 2002 werd in de nieuwe wijk Ruysdael in Driebergen-Rijsenburg een straat naar hem vernoemd, de Johannes de Heerlaan.